# 阿氏齒口魚
阿氏齒口魚（学名：Evermannella ahlstromi）為輻鰭魚綱仙女魚目帆蜥魚亞目齒口魚科的一種，分布於東太平洋下加利福尼亞外海海域，屬深海魚類，深度0-390公尺，棲息在中層水域，生活習性不明。